# 1192
El 1192 (MCXCII) fou un any de traspàs començat en dimecres del calendari julià.

## Esdeveniments
- El braç popular participa en l'Assemblea de Pau i Treva.

## Naixements
- 17 de setembre - Japó: Minamoto no Sanetomo, vuitè shogun